# Östkustarv
Östkustarv (Cerastium subtetrandrum) är en ettårig ört med små vita blommor som blommar från maj till juni. I Sverige är denna växt vanligast på Öland och Gotland.